# Estádio Nélson Peixoto Feijó
Estádio Nélson Peixoto Feijó – stadion piłkarski, w Maceió, Alagoas, Brazylia, na którym swoje mecze rozgrywa klub Sport Club Corinthians Alagoano.